# ضد مرگ
ضد مرگ (به انگلیسی: Death Proof) یک فیلم اسلشر آمریکایی محصول سال ۲۰۰۷ به نویسندگی و کارگردانی کوئنتین تارانتینو است. کرت راسل در این فیلم نقش بدل‌کاری را بازی می‌کند که زنان جوان را با ماشین‌های دست‌کاری‌شده که ادعا می‌کند «ضد مرگ» هستند به قتل می‌رساند. رزاریو داوسون، ونسا فرلیتو، جردن لاد، رز مک‌گوآن، سیدنی تمیا پوآتیه، تریسی توماس، مری الیزابت وینستد، و زویی بل در نقش زنانی که او هدف قرار می‌دهد، هم‌بازی‌هایش هستند.
این فیلم در ابتدا به عنوان بخشی از فیلم دوگانهٔ گرایندهاوس (ترکیبی از ضد مرگ و سیاره وحشتِ رابرت رودریگز) در سینما اکران شد. پس از عملکرد ضعیف گرایندهاوس در گیشه داخلی، ضد مرگ به عنوان یک فیلم مستقل در سایر کشورها و رسانه‌های خانگی منتشر شد. این فیلم نقدهای مثبتی را برای سکانس‌های بدل‌کاری و ادای احترام به سینمای بهره‌کشی دریافت کرد، اگرچه روند کند داستانی آن مورد انتقاد قرار گرفت.

## خلاصه فیلم
آرلین، جولیا و شنا سه دختر جوان، زیبا و پرشور ساکن آستین تگزاس هستند که تصمیم می‌گیرند پس از گذراندن یک بعدازظهر در بار، به همراه دوست خود لانا فرانک به خانه ساحلی پدر شنا بروند. در بار، آن‌ها یکی از همکلاسی‌های سابق خود به نام پم را می‌بینند که پس از دعوا با دوست‌پسرش بسیار آشفته است. پم در بار با مرد عجیبی آشنا می‌شود که زخم بزرگی روی صورتش دارد. مرد خود را «مایک بدلکار» معرفی می‌کند و پم از او می‌خواهد که او را به خانه برساند. توجه مایک بدلکار به آرلین جلب شده است و از او می‌خواهد که برایش برقصد. آرلین که در ابتدا مخالف است هنگامی که مایک بدلکار او را «جوجه ترسو» می‌خواند سرانجام راضی می‌شود. دخترها از بار خارج می‌شوند. مایک بدلکار ماشین خود را به پم نشان می‌دهد و توضیح می‌دهد که ماشین مخصوص بدلکاری و «ضد مرگ» است. در مسیر مایک بدلکار توضیح می‌دهد که ماشین تنها برای کسی «ضد مرگ» است که پشت فرمان نشسته باشد و با یک ترمز شدید موجب مرگ پم می‌شود و مشخص می‌شود که از مدتها قبل دخترها را زیرنظر داشته و برای قتل آن‌ها برنامه‌ریزی کرده است. مایک بدلکار سپس به سراغ آرلین، جولیا، شنا و لانا می‌رود که در راه خانه ساحلی هستند و با یک تصادف شدید همه آن‌ها را به قتل می‌رساند. در حالی که خودش تنها دچار چند شکستگی می‌شود.
چهارده ماه بعد در لبنان تنسی سه دختر به نام‌های ابرنتی (گریمور)، لی (بازیگر) و کیم (بدلکار) به پیشنهاد دوست خود زویی (بدلکار) تصمیم می‌گیرند وانمود کنند که قصد خرید یک خودروی قدرتمند کلاسیک را دارند تا از این طریق بتوانند چند ساعت با خودرو رانندگی کنند. در نهایت می‌توانند صاحب خودرو را راضی کنند که با ماندن لی به ابرنتی، کیم و زویی اجازه دهد که بدون نظارت با ماشین رانندگی کنند. زویی تصمیم می‌گیرد بازی به نام «دکل کشتی» را انجام دهد (به این صورت که تنها با نگه داشتن دو کمربند که به درهای خودرو بسته شده خودش را روی کاپوت نگه دارد و کیم با سرعت زیاد رانندگی کند) اما مایک بدلکار که از چند ساعت قبل دخترها را زیرنظر گرفته با ضربه زدن به ماشین دخترها قصد دارد که زویی را از روی کاپوت ماشین به پایین انداخته و موجب مرگ او شود. دخترها مقاومت می‌کنند و در نهایت موفق می‌شوند ماشین را متوقف کنند. کیم به دست مایک بدلکار شلیک می‌کند و مایک فرار می‌کند اما دخترها تصمیم می‌گیرند از مایک بدلکار انتقام بگیرند. پس از مدتی تعقیب و گریز دخترها موفق می‌شوند ماشین مایک بدلکار را از جاده خارج کنند. سپس بدن نیمه جان او را از لاشه ماشین بیرون کشیده و تا حد مرگ کتک می‌زنند.

## بازیگران
| بازیگر             | نقش         |
| ------------------ | ----------- |
| کرت راسل           | مایک بدلکار |
| ونسا فرلیتو        | آرلین       |
| سیدنی تمیا پوآتیه  | جولیا       |
| جردن لاد           | شنا         |
| رز مک‌گوآن          | پم          |
| کوئنتین تارانتینو  | وارن        |
| زویی بل            | زویی        |
| تریسی توماس        | کیم         |
| رزاریو داوسون      | ابرنتی      |
| مری الیزابت وینستد | لی          |